# 郭韶
郭韶（1464年—？），字克谐，山西平阳府霍州人，軍籍，明朝政治人物。

## 生平
山西鄉試第四名舉人。弘治十二年（1499年）中式己未科會試第一百九名，三甲第一百七十三名進士。歷官南京禮部郎中，正德四年（1509年）十一月升湖广按察司佥事，七年六月升四川布政司右参议，九年正月升山西按察司副使，十二年正月升苑马寺卿。

## 家族
曾祖郭宽；祖郭硯；父郭崇，训导。母劉氏。永感下。